# Jouko Tyyri
Jouko Juhani Tyyri, född 8 februari 1929 i Helsingfors, död 9 maj 2001 i Ponferrada, var en finländsk författare och journalist.
Tyyri medarbetade i flera tidningar (bland annat Savon Sanomat) och tidskrifter från 1950, då även hans litterära debut ägde rum. Han var 1972–1973 administrativ chef för TV1:s teateravdelning, 1973–1974 andre chefredaktör för Suomen Kuvalehti och 1974 chefredaktör, kolumnist vid Helsingin Sanomat 1975–1976; anställdes 1976 vid Aamulehti och blev kolumnist vid denna tidning 1978.
I Tyyris sparsamma litterära produktion ingår några aforism- och essäsamlingar samt boken Asiat ja asenteet (1959), ett debattinlägg till förmån för den utrikespolitiska linje som vuxit fram efter andra världskriget, som han publicerade tillsammans med presidentsonen Matti Kekkonen. Han förenade i sitt författarskap den europeiska högkulturen med finländska provinsiella kultursträvanden. Tyyri hörde ursprungligen till kretsen kring Urho Kekkonen, men sällade sig på 1970-talet till dennes kritiker. Han var 1971–1972 kulturminister i en tjänstemannaregering. Ett urval av hans tidningsartiklar utgavs 2005 under titeln Kohtaamisia.